# 外国人参政権

外国人参政権（がいこくじんさんせいけん）とは、その国の国籍を有しない外国人に付与される参政権をさす。

## 概観
外国人参政権は世界的には一般的でないものの、欧州地域など一定の制約下で認められているケースもある。国家基本問題研究所は、長期間に渡って外国人労働者を誘引する政策を採用していたなどの特別な理由のある国家のみが外国人に参政権を認めているとしている。
以下は、いずれも滞在期間・在留資格・年収などの要件で一定の制限を課す。
- 居住する外国人に対し、地方レベルの投票権を、国内の全域で、国籍を問わず、付与している国家の数は、24か国。
- これらに超国家的グループ（スープラナショナリズム）の加盟国が相互に限って投票権を認めている国家を合わせると、39か国。
- 地方レベルに加え、国政レベルの投票権まで認める国家の数は、11か国（その内の7か国は、国籍を制限している）。
- 地方レベルの投票権に加え、被選挙権まで認める国家の数は、26か国（その内の12か国は、国籍を制限している）。
- 経済協力開発機構(OECD)の加盟34か国の内で外国人参政権を地方レベルで認めている国家の数は、30か国で、国政レベルに限れば7カ国である。

非EU国籍の居住外国人に対する各国の地方選挙権付与状況を表したヨーロッパの地図
非EU国籍の居住外国人全てに対し、居住期間制限をかけずに投票権を与える国々
非EU国籍の居住外国人全てに対し、一定期間の居住を条件に投票権を与える国々
非EU国籍の居住外国人のうち特定国籍の者に対し、相互主義を条件に投票権を与える国々
非EU国籍の居住外国人のうち特定国籍の者に対し、相互主義を条件に投票権を与える国々(実際には、相互協定はどの国家とも結ばれている)
非EU国籍の居住外国人のうちイギリス連邦出身者に対し、投票権を与える国々
スイス:非EU国籍の居住外国人に対し、いくつかの地域で投票権を与えるが、他の地域では与えない
非EU国籍の居住外国人に対し、投票権を与えないEU加盟国
非EU国籍の居住外国人に対し、投票権を与えないEU非加盟国

国政レベルの被選挙権（立候補権）
イギリス1国のみがコモンウェルスの加盟国（1948年〜）およびアイルランド（1983年〜）の国民に認めている。ただしこれは大英帝国民にすべて選挙権を与えていた制度を引き継いだものである。
国政レベルの選挙権（投票権）
特定の国籍に限って認めている国が7か国あり、国籍を問わずに認めている国が4か国ある。
地方レベルの被選挙権（立候補権）
特定の国籍に限って認めている国が11か国あり、国籍を問わずに認めている国が14か国ある。
地方レベルの選挙権（投票権）
特定の国籍に限って認めている国が13か国あり、国籍を問わずに認めている国が26か国ある。

### 国籍を問わずに付与している国家
- EU 結成よりも以前から…アイルランド、オランダ、スウェーデン、デンマーク（以上 EU 加盟国）、ノルウェー（EU 非加盟）
- EU 結成に伴って…ベルギー、ルクセンブルク、フィンランド、ハンガリー、スロバキア、スロベニア、リトアニア、エストニア
- その他 EU 非加盟のヨーロッパ…アイスランド、ロシア
- コモンウェルス…ニュージーランド
- アメリカ州…チリ、ウルグアイ、ベネズエラ
- その他…韓国、イスラエル、マラウイ

### 超国家的グループ
世界には、いくつかの超国家的グループが存在しており、これらのグループの内の何か国かの加盟国は、多国間協定や多国間条約を締結し、そして、外国人参政権に関し、ある程度の相互主義に同意している。（EU、CN など）複数の超国家的グループの加盟国となっている国も、いくつか存在する。

#### 欧州連合(EU)
欧州連合(EU)は、マーストリヒト条約（1992年調印、1993年発効）によって設立されたヨーロッパの地域統合体である。
経緯
- マーストリヒト条約が調印された1992年・発効した1993年の時点で、それ以前から既に外国人の居住者に参政権を認めていた国家は、以下の5か国である。
アイルランド国籍を問わず、地方の選挙権（1963年–）、地方の被選挙権（1974年–）、イギリス国籍者に限って国会（下院）の選挙権（1984年–）
スウェーデン国籍を問わず、地方の選挙権および被選挙権、国政の国民投票の投票権（1976年–）
デンマーク国籍を問わず、地方の選挙権および被選挙権（1981年–）
オランダ国籍を問わず、地方の選挙権および被選挙権（1983年–）
ノルウェー
（94年に EU 加盟を国民投票に掛けたが、国民が自ら否決）
国籍を問わず、地方の選挙権および被選挙権（1985年–）
- マーストリヒト条約は、EU 加盟国間で相互主義的に地方参政権を認めることを課している。条約に従い、いくつかの欧州諸国においては、外国人参政権に関する国民的議論が新たに巻き起こった。ただし、ヨーロッパ国籍を持つ外国人の居住者については、参政権を付与する一方、非 EU の居住者については、付与されなかった。これは、マーストリヒト条約が欧州連合の市民という概念を前提として参政権問題を考えている帰結であった。
  - ルクセンブルク、リトアニア、スロベニア、ベルギーは、（各々違う要件で）参政権を付与する対象を外国人に拡張した。
  - フィンランドは、上に挙げた同じ北欧諸国やアイルランドやオランダと同じく、（非ヨーロッパ国籍の外国人居住者も含めて）国籍を問わず、全ての定住外国人に参政権を付与した（1995年–）。

- 欧州議会、欧州評議会、バルト海沿岸諸国会議は、「外国人参政権の導入」、「地方レベルにおける全ての定住外国人に対する選挙権付与」に賛成し、さまざまな提言を発信している。1992年の欧州評議会の条約は、署名・批准に向けて公開されている。
- 1994年12月19日に欧州連合理事会が発した理事会指令・「地方選挙への参加：投票権と立候補権」は、参政権の付与について具体的な内容を示している。

概要
- EU 諸国が外国人地方参政権の付与に積極的に見えるのは、欧州連合という枠組みにおいて国家間の政策や協力により一致結束して実行するという目的が背景にある。マーストリヒト条約でも「EU 国籍の居住外国人」に対して付与することを定め、これを満たすことが批准の条件となっている。この結果として EU 加盟国では、全ての EU 国籍の居住外国人に対して地方選挙への投票権（選挙権）が付与される。被選挙権については、与える国と与えない国とに分かれている。
- 以上の背景から、非 EU 国籍の居住外国人については、参政権の付与をしない国家がある（図を参照）。ドイツなどは、憲法の規定で「EU 国籍の居住外国人に限って地方参政権を認める」とし、非 EU 国籍の居住外国人については、付与が禁止されている。
  - 非 EU 国籍の居住外国人に一切の参政権を認めないのは、計6か国。フランス、ドイツ、イタリア、オーストリア、チェコ、ギリシャ。
  - 非 EU 国籍の居住外国人に、被選挙権・投票権の両方を認めるのは、既に挙げた北欧諸国やアイルランドやオランダの5か国にスロバキア、スロベニアの2か国を合わせ、計7か国。
  - 非 EU 国籍の居住外国人に、投票権のみを認めるのは、ベルギー、ルクセンブルク、ハンガリー、リトアニア、エストニアの5か国。この5か国の中でも、EU 国籍の居住外国人に被選挙権も併せて付与している場合があり、両者の待遇に差別化がなされている。

#### コモンウェルス(CN)
コモンウェルス・オブ・ネイションズ(The Commonwealth of Nations)は、50以上の独立した主権国家で構成されている。これらの殆どは、旧イギリス帝国の植民地であった。その内、以下のコモンウェルス諸国は、コモンウェルス市民権（Commonwealth Citizenship）として参政権を認め、特に制限を設けることなく、地方レベルや国政レベルを問わずに権利を付与している。
- コモンウェルス市民に限定…アンティグアバーブーダ、バルバドス、ベリーズ、ドミニカ国、グレナダ、ガイアナ、ジャマイカ、モーリシャス、セントクリストファー・ネイビス、セントルシア、セントビンセント・グレナディーン。
- コモンウェルス市民に限定せずに全ての外国人居住者に認める…マラウイ、ナミビア、ニュージーランド（1975年〜）。

### 各国の参政権付与状況一覧表

#### ヨーロッパ
| 国名           | 対象者の国籍                                                       | 国政レベル | 国政レベル | 地方レベル | 地方レベル | 要件等 |
| 国名           | 対象者の国籍                                                       | 選挙権     | 被選挙権   | 選挙権     | 被選挙権   | 要件等 |
| -------------- | ------------------------------------------------------------------ | ---------- | ---------- | ---------- | ---------- | --- |
| イギリス       | 英連邦諸国                                                         | ○          | ○          | ○          | ○          | |
| イギリス       | EU加盟国                                                           | ×          | ×          | ○          | ○          | |
| イギリス       | その他                                                             | ×          | ×          | ×          | ×          | |
| アイルランド   | イギリス                                                           | ○          | ×          | ○          | ○          | 国政レベルの選挙権は議会選挙のみであり、大統領選挙は除く。 |
| アイルランド   | その他                                                             | ×          | ×          | ○          | ○          | |
| フランス       | EU加盟国                                                           | ×          | ×          | ○          | ○          | 6か月以上の居住または5年以上直接地方税を納入している者。なお、外国人地方議員は、元老院議員の選挙権を有しない。 |
| フランス       | その他                                                             | ×          | ×          | ×          | ×          | |
| ドイツ         | EU加盟国                                                           | ×          | ×          | ○          | ○          | 州の参政権は対象外で、郡及び市町村のみ。バイエルン州及びザクセン州は首長の被選挙権を除く。 |
| ドイツ         | その他                                                             | ×          | ×          | ×          | ×          | |
| イタリア       | EU加盟国                                                           | ×          | ×          | ○          | ○          | 首長の被選挙権を除く。 |
| イタリア       | その他                                                             | ×          | ×          | ×          | ×          | |
| ベルギー       | EU加盟国                                                           | ×          | ×          | ○          | ○          | |
| ベルギー       | その他                                                             | ×          | ×          | ○          | ×          | 5年以上の居住。 |
| オランダ       | EU加盟国                                                           | ×          | ×          | ○          | ○          | |
| オランダ       | その他                                                             | ×          | ×          | ○          | ○          | 5年以上の居住。 |
| ルクセンブルク | EU加盟国                                                           | ×          | ×          | ○          | ○          | - 選挙権:過去7年間に6年以上の居住。 - 被選挙権:過去15年間に12年以上の居住。各候補者名簿中、候補者の50%以上はルクセンブルク市民でなければならない。 |
| ルクセンブルク | その他                                                             | ×          | ×          | ○          | ×          | |
| スウェーデン   | EU加盟国                                                           | ×          | ×          | ○          | ○          | |
| スウェーデン   | その他                                                             | ×          | ×          | ○          | ○          | 3年以上の居住。 |
| デンマーク     | EU加盟国・ノルウェー・アイスランド                                 | ×          | ×          | ○          | ○          | |
| デンマーク     | その他                                                             | ×          | ×          | ○          | ○          | 3年以上の居住。 |
| ノルウェー     | スウェーデン・デンマーク・フィンランド・アイスランド               | ×          | ×          | ○          | ○          | |
| ノルウェー     | その他                                                             | ×          | ×          | ○          | ○          | 3年以上の居住。 |
| フィンランド   | EU加盟国・ノルウェー・アイスランド                                 | ×          | ×          | ○          | ○          | |
| フィンランド   | その他                                                             | ×          | ×          | ○          | ○          | 2年以上の居住。 |
| アイスランド   | スウェーデン・デンマーク・ノルウェー・フィンランド                 | ×          | ×          | ○          | ○          | 3年以上の居住。 |
| アイスランド   | その他                                                             | ×          | ×          | ○          | ○          | 5年以上の居住。 |
| スペイン       | EU加盟国                                                           | ×          | ×          | ○          | ○          | |
| スペイン       | ノルウェー                                                         | ×          | ×          | ○          | ○          | 3年以上の居住。 |
| スペイン       | その他                                                             | ×          | ×          | ×          | ×          | |
| ポルトガル     | ブラジル                                                           | ○          | ×          | ○          | ○          | - 国政選挙権:5年以上の居住。 - 地方選挙権:2年以上の居住。 - 地方被選挙権:4年以上の居住。 |
| ポルトガル     | カーボベルデ                                                       | ×          | ×          | ○          | ○          | - 地方選挙権:2年以上の居住。 - 地方被選挙権:4年以上の居住。 |
| ポルトガル     | ペルー・ウルグアイ                                                 | ×          | ×          | ○          | ○          | |
| ポルトガル     | アルゼンチン・チリ・エストニア・イスラエル・ノルウェー・ベネズエラ | ×          | ×          | ○          | ×          | 地方選挙権:3年以上の居住。 |
| ポルトガル     | EU加盟国                                                           | ×          | ×          | ○          | ○          | |
| ポルトガル     | その他                                                             | ×          | ×          | ×          | ×          | |
| スイス         | 全ての国                                                           | ×          | ×          | ▲          | ▲          | - ヌーシャテル州→地方選挙権:永住者で1年以上の州内居住。 - ジュラ州→地方選挙権及び地方被選挙権:10年以上の州内居住。 - ヴォー州→地方選挙権:10年以上の国内居住及び3年以上の州内居住。 - ジュネーヴ州→地方選挙権:8年以上の州内居住。 - フリブール州→地方選挙権:5年以上の州内居住。 - アッペンツェル＝アウサーローデン州の一部の自治体→地方選挙権:10年以上の国内居住及び5年以上の州内居住。 - その他、グラウビュンデンでも一部の自治体で地方参政権を付与している（詳細は不明）。 |
| オーストリア   | EU加盟国                                                           | ×          | ×          | ○          | ○          | 州の参政権は対象外で、市町村及びウィーンの区のみ。 |
| オーストリア   | その他                                                             | ×          | ×          | ×          | ×          | ウィーン市区議会について、5年以上の居住者に選挙権・被選挙権を付与することとなったが、憲法裁判所で現在審査中。 |
| ハンガリー     | 全ての国                                                           | ×          | ×          | ○          | ×          | |
| チェコ         | EU加盟国                                                           | ×          | ×          | ○          | 不明       | |
| チェコ         | その他                                                             | ×          | ×          | ×          | ×          | |
| スロバキア     | 全ての国                                                           | ×          | ×          | ○          | ○          | 永住者。 |
| スロベニア     | イタリア・ハンガリー                                               | △          | △          | △          | △          | イタリア人・ハンガリー人には共和国議会に1議席ずつ与えられ、その居住地域では地方自治も認められている。 |
| スロベニア     | その他                                                             | ×          | ×          | ○          | ○          | 永住者。首長の被選挙権は除く。 |
| ギリシャ       | EU加盟国                                                           | ×          | ×          | ○          | ○          | 当該自治体に10年以上の居住。首長の被選挙権を除く。 |
| ギリシャ       | その他                                                             | ×          | ×          | ×          | ×          | |
| マルタ         | イギリス                                                           | ×          | ×          | ○          | ○          | 過去18か月間に6か月以上の居住。 |
| ロシア         | 全ての国                                                           | ×          | ×          | ○          | ○          | 永住者。 |
| リトアニア     | 全ての国                                                           | ×          | ×          | ○          | ×          | 永住者。 |
| エストニア     | 全ての国                                                           | ×          | ×          | ○          | ×          | 永住資格があり、当該地域に5年以上の居住。 |

#### コモンウェルス
（イギリス及びマルタはヨーロッパを参照）
| 国名             | 対象者の国籍 | 国政レベル | 国政レベル | 地方レベル | 地方レベル | 要件等 |
| 国名             | 対象者の国籍 | 選挙権     | 被選挙権   | 選挙権     | 被選挙権   | 要件等 |
| ---------------- | ------------ | ---------- | ---------- | ---------- | ---------- | --- |
| カナダ           | 英連邦諸国   | ×          | ×          | △▲         | ×          | サシュカチュワン州:1971年6月23日の時点で、選挙人名簿に登録されており、6か月以上居住している英連邦市民。 |
| カナダ           | その他       | ×          | ×          | ×          | ×          | |
| オーストラリア   | 英連邦諸国   | △          | ×          | △          | △▲         | - 国政の選挙権は1984年1月25日の時点で選挙人名簿に登録されている英連邦市民。 - 地方の選挙権は特定の期日（州により異なる）時点で選挙人名簿に登録されている英連邦市民。地方の被選挙権は西オーストラリア州など一部の州で付与されている。 |
| オーストラリア   | その他       | ×          | ×          | △▲         | ×          | - 南オーストラリア州→1か月以上の居住。 - 南オーストラリア州、タスマニア州及びビクトリア州→州内に不動産を所有している州外居住者。 |
| ニュージーランド | イギリス     | ○          | ×          | ○          | ×          | |
| ニュージーランド | その他       | ○          | ×          | ○          | ×          | 1年以上居住している永住者。 |
| バルバドス       | 英連邦諸国   | ○          | ×          | ○          | ×          | 3年以上の居住。 |
| バルバドス       | その他       | ×          | ×          | ×          | ×          | |
| ベリーズ         | 英連邦諸国   | ○          | ×          | ○          | ×          | 永住者または1年以上の居住。 |
| ベリーズ         | その他       | ×          | ×          | ×          | ×          | |

#### アメリカ州
| 国名           | 対象者の国籍 | 国政レベル | 国政レベル | 地方レベル | 地方レベル | 要件等 |
| 国名           | 対象者の国籍 | 選挙権     | 被選挙権   | 選挙権     | 被選挙権   | 要件等 |
| -------------- | ------------ | ---------- | ---------- | ---------- | ---------- | --- |
| アメリカ合衆国 | 全ての国     | ×          | ×          | ▲          | ▲          | 国政・州レベルでは認められず、市町村レベルで限定的に認めるところもある。 - メリーランド州のタコマパーク市などでは、国籍に関係なく、選挙権・被選挙権を付与している。 - シカゴでは子どものいる外国人に教育委員選挙の選挙権・被選挙権を付与している。 |
| ベネズエラ     | 全ての国     | ×          | ×          | ○          | 不明       | 10年以上の居住。年齢18歳以上。憲法で市町村における外国人の選挙権を保障し、選挙人登録をした地域に1年以上在住する者に選挙権を保障している（憲法64条、投票に関する組織法8条）。                                                                       |
| チリ           | 全ての国     | ○          | ×          | ○          | ×          | 5年以上の在住。 |
| ウルグアイ     | 全ての国     | ○          | ×          | ○          | ×          | 15年以上の居住。憲法78条で、国内で15年以上居住する外国人選挙権を保障している。 |

#### その他
| 国名         | 対象者の国籍 | 国政レベル | 国政レベル | 地方レベル | 地方レベル | 要件等 |
| 国名         | 対象者の国籍 | 選挙権     | 被選挙権   | 選挙権     | 被選挙権   | 要件等 |
| ------------ | ------------ | ---------- | ---------- | ---------- | ---------- | --- |
| 韓国         | 全ての国     | ×          | ×          | ○          | ×          | 永住資格取得後3年以上が経過した19歳以上の外国人（永住資格取得には金銭面を中心に極めて高いハードルが設定されている。詳細は永住権#韓国参照）。 |
| イスラエル   | 全ての国     | ×          | ×          | ○          | ○          | 永住者。 |
| マラウイ     | 全ての国     | ○          | ×          | ○          | ×          | 7年以上の居住。 |
| 香港（参考） | 全ての国     | ×          | ×          | ○          | ○          | 基本法26条で、永住居民権取得者に、香港特別行政区の選挙権及び被選挙権を保障している。                                                         |

## 外国人参政権について各国の現状

### 日本の現状
日本国憲法は、第15条第1項で「公務員を選定し、及びこれを罷免することは、国民固有の権利である」、第43条第1項で「両議院は、全国民を代表する選挙された議員でこれを組織する」としており、現状で外国人の参政権は認められていない。もっとも、判例およびもっとも有力な学説においては、憲法上地方参政権は必ずしも禁止されることはないとする。
日本における外国人の地方参政権には首長・議員選挙など公職選挙法が適用されるものと、一部の地方自治体における（特定の問題について住民の賛否を問う）住民投票条例のように国籍条項がないものがある。前者の公職選挙法に関しては、選挙人は日本国民に限定されるため、外国籍所持者に参政権は法律上認められていない。後者の住民投票条例に関しては、外国籍所持者に住民投票権を認める動きを見せる自治体もある（東京都小金井市、長野県小諸市、広島県広島市など）。
日本において外国人参政権問題の主な争点となっているのは、地方選挙権付与が検討されている特別永住外国人で、その数は27万4023人。そのうち99%の27万560人が韓国・朝鮮籍である。なお永住者は91万8116人である（全て2024年12月末時点）。

### アメリカ合衆国の現状
アメリカ合衆国では、合衆国市民(=国籍保持者)でない者には国政及び州レベルの参政権は認められていない。永住者(永住者カードまたは居住外国人カード、いわゆるグリーンカード保持者)も参政権はない。合衆国に帰化し合衆国市民になれば被選挙権を含むあらゆる参政権が付与されるが、合衆国大統領の被選挙権は例外として帰化した市民には認められない。過去には外国人に参政権を付与した州も多数あったが、1926年のアラスカ州を最後にすべての州で外国人の参政権は停止され今日に至っている。市町村レベルも同様であるが、ごくまれに市内に居住する固定資産税納税者の外国人にタウンミーティングでの投票を認めるなどの例外もある。

### 韓国の現状
韓国では永住資格(F-5)を獲得して3年以上が経過した19歳以上の外国人に地方参政権を付与している。2005年7月の済州道における住民投票が、永住資格保有者の参政権を認める初の例となった。外国人有権者には政党加入、政治資金の寄付が禁止され、基本的に投票行為以外の選挙運動は禁止されており、違反した場合は3年以下の懲役刑が科せられることとなっている。
日本での在日韓国人地方参政権獲得運動の進展が見られないため、これへの支援の一環として韓国での外国人参政権付与が検討されてきた側面が大きい。また、付与対象外国人有権者数は内国人有権者の0.05%であり、選挙結果に何も影響しないとの思惑もあった。韓国の金大中大統領は1999年以降外国人参政権付与を目指したが、当時韓国では永住資格制度もまだ整っておらず（2002年から）時期尚早であり、また、日帝残滓である在日問題と国内問題を同一線上で捉えることへの反発など国民世論も収斂しておらず韓国国内で廃案となった。この後、金大中のノーベル平和賞受賞の趣旨を後押しする目的で再推進され、2005年6月に盧武鉉政権下で「永住外国人に対する外国人地方参政権付与法案」が可決された。
主な当事者である華僑からの要求が表面化しない中で付与が決定されたが、在日韓国人支援の名分がなければ成立したかは疑問であるとされる。またそれ以外にも、韓国は日本よりもナショナリズムが強く排外的な国なので、思い切って地方参政権を開放した（文喜相ウリ党党首）、激しく華僑を差別してきた国で真の民主化を達成するには外国人の人権保障を進めなければならず、地方参政権付与はその象徴である（民主労働党議員）といった意見が述べられている。
永住資格取得（詳細は永住権#韓国）には、韓国人の一人当たり国民総所得の4倍の年間所得6500万ウォン以上があること、あるいは7年以上滞在して居住資格(F-2)を獲得した後、さらに5年滞在し、かつ韓国人の1人当り国民所得以上の収入があることなど、特に東南アジアからの移住労働者には厳しい条件とされる。また、韓国人や永住者の配偶者として永住権を申請する場合も3000万ウォン以上の財産関係立証書類の提出を要求されるが、一方、大韓民国政府樹立以前に入国した在韓華僑とその直系卑属、及び2002年4月18日以前に居住資格を取得した韓国人の日本人妻は、身元保証及び財産関係立証書類の提出が免除される。
2006年5月31日の第4回韓国統一地方選挙の時点で、韓国に居住する約20万人の外国人のうち6726人に選挙権が与えられ、内訳は大陸系華人5人、台湾系華人6511人、日本人51人、米国人8人、ドイツ人2人、マレーシア人1人、アイルランド人1人などとなっている。在韓日本人有権者のうち9割以上が韓国人と結婚した日本人女性である。これは当時の在韓日本人永住者1622人のうち3.144%にあたる。また、東南アジアからの移住労働者80万名のうち、投票権を得たのは11人だった。
2010年6月2日に実施された第5回韓国統一地方選挙で投票権を持つ外国人は2006年に比べ11680人に倍増し、成人年齢19歳以上の地方選挙有権者3876万人の0.030%となった。外国人有権者が最も多い地域はソウル市の3400人で、以下、京畿道1600人、台湾華僑の多い仁川広域市1400人、釜山広域市850人、江原道590人、全羅南道550人、忠清南道500人、忠清北道460人、全羅北道410人、大邱広域市430人となっている。
韓国は、相互主義として在日韓国人への参政権の付与を日本に対して求めている。日本では、その非対称性のため「相互主義」そのものが成立しないとする意見や、参政権を付与すべきだとする意見など、議論になっている。

### 北朝鮮の現状
北朝鮮は外国人に参政権を付与していない。朝鮮新報は「参政権付与が安易に時代の流れと言えないことは明白だ。」としている。

### 中国の現状
中国は外国人に参政権を付与していない。

### ヨーロッパの現状
ヨーロッパ諸国のうち先進諸国には旧宗主国として移民を受け入れて来た長い歴史があるが、外国人参政権は上記したように主にEU加盟国間での協定としての側面が強く、一般に、EU加盟諸国の国民であることを前提としている。EU加盟諸国に帰化せずに参政権を要求することは、公民権または市民権の問題として議論されているが、EUでは市民権の拡張の方針を提示したものの、公式に導入されてはいない。

#### フランスの現状
フランス（EU加盟国）は、EU国民に限って地方参政権の付与を認めている。過去の憲法においては、外国人地方参政権の付与が認められなかったが、EU他国との相互主義を前提としてEU国民に地方参政権を付与できるように憲法を改正してきたが、2010年1月13日、フランス政府リュック・シャテル(Luc Chatel)報道官は、最大野党の社会党が、EU国民以外に対する外国人地方参政権法案を提出する動きを示したことについて、「論外」とフランス政府の公式見解として表明し、一般外国人の参政権を認めないことを明らかにした。

#### ドイツの現状
ドイツ（EU加盟国）は、EU他国との相互主義を前提としてEU国民に限って地方参政権の付与を認めている。EU成立以前、ドイツ憲法では、外国人の参政権は認めていなかった。1989年、シュレースヴィヒ＝ホルシュタイン州が相互主義を前提とした外国人地方参政権を付与した件が憲法訴訟に発展した。1990年、ドイツの連邦憲法裁判所はこの州法を違憲とする判決を出している。ドイツは「ヨーロッパ連合条約の批准」という要請があったため、1990年に憲法を改正し、EU加盟国国民に地方参政権を認めた。

#### オランダの現状
オランダ（EU加盟国）は、ロッテルダムにおける1979年の地方選挙で外国人参政権を認めた。この動きは1985年までに全国に拡がることとなった。導入後およそ20年たった2000年の時点の移民世代の投票行動の分析によれば、移民世代による支持政党の内訳はほぼオランダ国籍所持者と同じであり、労働党(Partij van de Arbeiders)の支持率が若干高くなっている程度の差異に過ぎず、また固有の政治的利害を主張するエスニック小政党の乱立は生じておらず、これは「移民有権者の投票行動と政党の戦略とが相互作用となり、オランダ社会の移民に対する求心力は遠心力を凌駕する結果となっている」とする見解もある。しかし2002年5月6日、移民制限やイスラム教批判などを説いていた政治家ピム・フォルタインが暗殺されたり、2004年11月2日に同じくイスラム批判を含む内容の映画を製作したテオ・ファン・ゴッホが暗殺されるなどの事件（テオ・ファン・ゴッホ暗殺事件）が相次いで起こり、外国人への“寛容”政策の見直しも行われるようになってきている。